# Distrito de Huasta
El distrito de Huasta es uno de los quince distritos de la Provincia de Bolognesi, ubicado en el Departamento de Áncash, en el Perú.
Limita al norte con el distrito de Aquia, al este con el distrito de Huallanca y el departamento de Huánuco, al sur con el distrito de Pacllón y al oeste con el distrito de Chiquián.
El distrito fue creado el 28 de enero de 1863 mediante Ley sin número y tiene una población estimada mayor a 2.000 habitantes. Su capital es la Villa de Huasta.

## Historia
Huasta ( Aquel lugar lejano) proviene del término Huatacuna, lugar donde existía piedras que servía de estaca para amarrar animales, ubicado entre las ruinas de huacauya, huinchuspunta y yaucapunta, desenvolvió su proceso formativo habitado por indígenas que habitaban en las ruinas de huacauya y yaucapunta respetando sus linderos.
Ocurrió en la trayectoria del tiempo que el amor lo pudo todo, cuando una pareja de pastores de uno y otro ayllu, logran entablar un desenfrenado romance, el cual rompe las barreras del odio y rivalidad existentes entre estas dos tribus, constituyendo luego los primeros pobladores de Huasta (Huatacuna); y posteriormente la generación y la consiguiente desaparición de las tribus.
El lugar denominado Huatacuna, enmarcar una nueva etapa histórica a raíz de la conquista y presencia de los españoles, dando lugar que el nombre aborigen “huatacuna” se castellanice por “huasta”, siendo fundado aproximadamente el 4 de agosto de los años 1535 o 1540.
Siendo gobernado desde entonces a través de cabildos o ayuntamientos como institución política administrativa de alta jerarquía, lo que hoy en día son los gobiernos locales.
Durante la independencia a inicios de la República, Huasta comienza a perder su liderazgo entre sus vecinos, siendo anexado políticamente al distrito de Cajatambo, posteriormente con fecha 28 de enero de 1863, Huasta adquiere la categoría de distrito y luego su capital Huasta es elevada a categoría de villa, según Ley N.º 1169 del 15 de noviembre de 1909.
Huasta es declarado como zona monumental por el Instituto Nacional de Cultura, mediante Resolución Directoral Nacional N.º 288 /INC de fecha 9 de abril de 2002.

## Vías de comunicación
De la carretera a Huaraz, desviar de Conococha - Chiquian - Huasta.
Nueva ruta que debe hacerse realidad sin cruzar la altura, solo falta 40 km. aproximado por todo el valle del río Pativilca. Partiendo Panpan - cruzando el río Achin de Pacllon- Llaclla- Puente Muri que da acceso al Distrito de Llipa y continuar hasta Barranca.

## Autoridades

### Municipales
- 2019 - 2022[2]
  - Alcalde: Edinson Rudner Pérez Valdez, de Acción Popular.
  - Regidores:

  1. Ulises Gonzalo Antaurco (Acción Popular)
  2. Carolina Esperanza Gil Loyola (Acción Popular)
  3. Nilthon Perci Huerta Cuevas (Acción Popular)
  4. Filiberta Maximina Velásquez Montes (Acción Popular)
  5. Miguel Ángel Santillán Rivera (Partido Democrático Somos Perú)